# 曾轶可
曾轶可（1990年1月3日—），中国创作歌手，毕业于吉林外国语大学。2009年“快乐女声”全国第9名，在比赛中以其原创歌曲和独特的“绵羊音”而广为观众熟知，更引发年度热议，因此成名出道。赛后签约天娱传媒，并于2009年12月18日发行个人首张原创专辑《Forever Road》。其歌迷自称为“可爱多”。

## 生平

### 早年经历
曾轶可出生于湖南省常德市汉寿县，父亲是一名大学老师，母亲是一名医生。她从小就特别喜欢音乐和写作，小学时期就爱用爸爸的手机编辑铃声，读初中时老师对她的作文评价很高，常常被拿来当作范文在班里朗读，初三的时候便开始写歌。在进入石门县一中后，曾轶可开始慢慢的自学吉他，直到高考结束后才在培训班学了半个月的正规吉他。虽然曾轶可从小就非常喜欢音乐，却从未受过专业的训练，读大学前，原本她打算报考音乐学院，但由于家人认为走音乐这条路不太现实，加之英语成绩又非常优异，故最终报考了吉林外国语学院英语翻译专业。

### 2009快乐女声
2009年还在读大二的曾轶可抱着试一试的态度报名参加了湖南卫视“快乐女声”沈阳赛区的比赛。在海选中她演唱了自己创作的歌曲，并顺利入围全国300强。当时由于唱功和外形并算不突出的曾轶可，一开始只是被当作一个普通的吉他原创歌手。直到6月12日的300进60第四场中面对成都赛区诸多高手意外晋级，被当场评委老师蓝波点评为“最做自己的选手，是独一无二的”，她才逐渐引起评委和观众的注意。
而关于曾轶可话题的直接引爆则来源于6月18日的60进20第二场。在那场比赛中，评委包小柏和沈黎晖对曾轶可的去留發生争执，最后曾轶可在沈黎晖的力挺下成功晋级，而包小柏不满则愤然离场，并宣布退出余下比赛，从而引发了快女比赛史无前例的“离席门”事件。之后网上关于曾轶可唱功和音乐风格的讨论迅速升级，遍布各大门户网站和论坛，并在其进入全国10强后热议和人气达到顶点，她也因此被人冠以“争议可”的称号。而她在60进20比赛中演唱的原创歌曲《最天使》《狮子座》也迅速走红于网络，并引发了一股翻唱模仿的风潮，甚至2010年春节联欢晚会的多个小品节目也调侃她的歌调。
由于背负着巨大的压力，曾轶可在随后还传出了退赛的消息，不过很快便证实是网友的恶搞。在其后比赛中曾轶可一直坚持自己的音乐风格，直到7月31日的10进7比赛PK环节中淘汰，她最终名列全国第9名，由此结束了自己极富争议的快女历程。同时她也被观众所熟知，获得了很高的粉丝人气，因此演艺之路开始正式起航。

### 演艺发展
作为2009快女比赛中知名度最高的选手，曾轶可在赛后的发展备受关注。在评委和音乐人高晓松的力挺之下，曾轶可在当年12月18日发行了自己的首张原创专辑《Forever Road》，是快女10强中最早发行个人专辑的选手。这张专辑收录了她在比赛中唱过的几首耳熟能详的原创歌曲，发行不到两个月，销量突破8万多张，成绩瞩目。她也凭借这张专辑获得包括中歌榜北京流行音乐典礼“年度最佳创作新人奖”和“百度娱乐沸点“十大热门金曲”在内的多个新人奖项。随后并参与众多演艺活动和电视节目。
2010年3月，曾轶可首度“触电”，加盟王力宏自导自演的电影《恋爱通告》，在片中饰演一个音乐学院的学生。虽然毫无经验且演技青涩，但她的努力还是得到了主创人员的肯定。此外她还创作并演唱了电影主题曲《夜车》。 

2010年4月，年仅20岁的曾轶可录制央视的《奋斗》访谈栏目，讲述自己成名前后的心情故事。 

2010年5月，因首张专辑屡创佳绩，所以推出《勇敢孩子气》版再次发行，并收录新歌《勇敢一点》及《狮子座》音乐MV。
2010年8月，代言国际知名品牌《美宝莲》，拍摄电视广告和平面照片，出席各地美宝莲活动并现场演唱。

2011年2月，前往美国出席2011年纽约时装周 成为活动的时尚“宠儿”。并拍摄专辑封面以及杂志封面，制作新专辑。
2011年4月，为2011快女创作加油歌《baby sister》，由2009年快乐女声十强演唱。其清新欢快的旋律和活力洋溢的歌词，一经推出便广为传唱。
2011年7月10日，曾轶可发行了第二张全创作专辑《一只猫的旅行 Forever 21》，这张耗时近一年半的音乐专辑，收录了她12首清新的原创歌曲。在前期预售到正式发行中，就在各类销售渠道稳居销量前列。
2013年5月20日，曾轶可发行第三张个人创作专辑《会飞的贼》。
2014年4月8日，录制明星励志真人秀《花样年华第二季》。
2015年11月17日，发行第四张个人创作专辑（首张数字专辑）《25岁的晴和雨》。
2016年，自导自演了《Can I Kiss You》《黎明》的MV 。2016年12月，举行“不如我们重新来过”巡回演唱会。
2018年6月22日，发行第五张全创作专辑《Anti ! Yico》。
2019年4月12日，参与录制的华语唱作人生态挑战节目《我是唱作人》在爱奇艺播出。

## 作品

### 专辑
| 发行日期       | 名称                   | 类型 | 唱片公司                 | 备注                                                       |
| -------------- | ---------------------- | ---- | ------------------------ | ---------------------------------------------------------- |
| 2009年12月18日 | Forever Road           | 专辑 | 天娱传媒                 | 首张原创专辑，共收录10首歌曲                               |
| 2011年7月10日  | 一只猫的旅行forever 21 | 专辑 | 天娱传媒                 | 第二张原创专辑，共收录12首歌曲                             |
| 2013年5月20日  | 会飞的贼               | 专辑 | 天娱传媒                 | 第三张原创专辑，共收录10首歌曲                             |
| 2015年11月17日 | 25岁的晴和雨           | 专辑 | 天娱传媒                 | 第四张原创专辑（首张数字专辑），共收录10首歌曲             |
| 2018年6月22日  | Anti！Yico             | 专辑 | 摩登天空                 | 第五张原创专辑，共收录11首歌曲                             |
| 2020年12月14日 | 情绪禁区               | 专辑 | 摩登天空                 | 第六张原创专辑，共收录10首歌曲                             |
| 2021年10月15日 | Burning                | 专辑 | 摩登天空                 | 第七张原创专辑，共收录10首歌曲                             |
| 2022年7月22日  | 2022                   | 专辑 | 北京作乐文化发展有限公司 | 第八张录音室专辑，首张既往作品自选翻唱专辑，共收录15首歌曲 |

### 单曲
- 《多余的流星》（收录于2009快女10强合辑《封面女生Cover Girls》，电视剧《一起来看流星雨》片尾曲之一）
- 《狮子座》（收录于专辑《Forever Road》）
- 《夜车》（电影《恋爱通告》主题曲）

### MV
2009年
- 快女10强《唱得响亮》（2009年“快乐女声”主题曲）
- 曾轶可《多余的流星》（合辑《封面女生Cover Girls》）
- 曾轶可《狮子座》（专辑《Forever Road》）
- 天娱群星《快乐出发》（湖南卫视2009年跨年演唱会主题曲）

2010年
- 曾轶可《夜车》（电影《恋爱通告》主题曲）
- 天娱群星《给力青春》（湖南卫视2010年跨年演唱会主题曲）

2011年
- 《Baby Sister》2011快乐女声加油啦啦歌
- 《给你满分的我》2011麦当劳广告主题曲
- 《因为》专辑首发预热单曲，附魔幻MV
- 《Forever 21》专辑主打歌曲MV

2013年
- 《会飞的贼》
- 《女人的秘密》

2016年
- 《Can I Kiss You》 （第一部自己导演的MV）
- 《黎明》（自己导演）

2017年
- 《不如我们重新来过》

2018年
- 《I Need Love》
- 《Need A Friend》

2019年
- 《雌雄同体》

### 收录于录音室专辑内的原创歌曲列表
| 編號 | 歌曲名             | 创作身份  | 备注                                                     |
| ---- | ------------------ | --------- | -------------------------------------------------------- |
| 1    | 多余的流星         | 作曲/作词 | 收录于合辑《封面女生Cover Girls》                        |
| 2    | 最天使             | 作曲/作词 | 收录于专辑《Forever Road》                               |
| 3    | Forever Road       | 作曲/作词 | 收录于专辑《Forever Road》                               |
| 4    | 白色秋天           | 作曲/作词 | 收录于专辑《Forever Road》                               |
| 5    | 电车计划           | 作曲/作词 | 收录于专辑《Forever Road》                               |
| 6    | 新的家             | 作曲/作词 | 收录于专辑《Forever Road》                               |
| 7    | Good Night         | 作曲/作词 | 收录于专辑《Forever Road》                               |
| 8    | 我还能孩子多久     | 作曲/作词 | 收录于专辑《Forever Road》                               |
| 9    | 视觉系             | 作曲/作词 | 收录于专辑《Forever Road》                               |
| 10   | 你是我最好的朋友   | 作曲/作词 | 收录于专辑《Forever Road》                               |
| 11   | 狮子座             | 作曲/作词 | 收录于专辑《Forever Road》                               |
| 12   | 勇敢一点           | 作曲/作词 | 收录于《Forever Road》勇敢孩子气版                       |
| 13   | 夜车               | 作曲/作词 | 收录于2011年全创作专辑《一只猫的旅行forever 21》         |
| 14   | Forever 21         | 作曲/作词 | 收录于2011年全创作专辑《一只猫的旅行forever 21》         |
| 15   | Baby Sister        | 作曲/作词 | 收录于2011年全创作专辑《一只猫的旅行forever 21》         |
| 16   | 分一半的爱给高跟鞋 | 作曲/作词 | 收录于2011年全创作专辑《一只猫的旅行forever 21》         |
| 17   | 我是你的，你是我的 | 作曲/作词 | 收录于2011年全创作专辑《一只猫的旅行forever 21》         |
| 18   | 这个人             | 作曲/作词 | 收录于2011年全创作专辑《一只猫的旅行forever 21》         |
| 19   | 我怕我会掉眼泪     | 作曲/作词 | 收录于2011年全创作专辑《一只猫的旅行forever 21》         |
| 20   | 给你满分的我       | 作曲/作词 | 收录于2011年全创作专辑《一只猫的旅行forever 21》         |
| 21   | 告诉他             | 作曲/作词 | 收录于2011年全创作专辑《一只猫的旅行forever 21》         |
| 22   | 卸妆               | 作曲/作词 | 收录于2011年全创作专辑《一只猫的旅行forever 21》         |
| 23   | 每个路人熄灭一盏灯 | 作曲/作词 | 收录于2011年全创作专辑《一只猫的旅行forever 21》         |
| 24   | 因为               | 作曲/作词 | 收录于2011年全创作专辑《一只猫的旅行forever 21》         |
| 25   | 羽绒服             | 作曲/作词 | 收录于2011年改版专辑《羽绒服》                           |
| 26   | 风景               | 作曲/作词 | 收录于2011年改版专辑《羽绒服》                           |
| 27   | 荒唐的羊           | 作曲/作词 | 收录于2013年全创作专辑《会飞的贼》                       |
| 28   | 我们不是只有现在吗 | 作曲/作词 | 收录于2013年全创作专辑《会飞的贼》                       |
| 29   | 会飞的贼           | 作曲/作词 | 收录于2013年全创作专辑《会飞的贼》                       |
| 30   | 恋曲2012           | 作曲/作词 | 收录于2013年全创作专辑《会飞的贼》                       |
| 31   | 女人的秘密         | 作曲/作词 | 收录于2013年全创作专辑《会飞的贼》                       |
| 32   | 辣糖               | 作曲/作词 | 收录于2013年全创作专辑《会飞的贼》                       |
| 33   | 有可能的夜晚       | 作曲/作词 | 收录于2013年全创作专辑《会飞的贼》                       |
| 34   | 你幸福我幸福       | 作曲/作词 | 收录于2013年全创作专辑《会飞的贼》                       |
| 35   | 骑摩托的人         | 作曲/作词 | 收录于2013年全创作专辑《会飞的贼》                       |
| 36   | 夜晚屋顶会飞的贼   | 作曲/作词 | 收录于2013年全创作专辑《会飞的贼》                       |
| 37   | Can I kiss you     | 作曲/作词 | 收录于2015全创作专辑《25岁的晴和雨》                     |
| 38   | 星星月亮 (天堂版)  | 作曲/作词 | 收录于2015全创作专辑《25岁的晴和雨》                     |
| 39   | 胆小鬼             | 作曲/作词 | 收录于2015全创作专辑《25岁的晴和雨》                     |
| 40   | 破车               | 作曲/作词 | 收录于2015全创作专辑《25岁的晴和雨》                     |
| 41   | 黑天鹅             | 作曲/作词 | 收录于2015全创作专辑《25岁的晴和雨》                     |
| 42   | 黎明               | 作曲/作词 | 收录于2015全创作专辑《25岁的晴和雨》                     |
| 43   | 诗人的眼泪         | 作曲/作词 | 收录于2015全创作专辑《25岁的晴和雨》                     |
| 44   | 乞讨者             | 作曲/作词 | 收录于2015全创作专辑《25岁的晴和雨》                     |
| 45   | 我不能爱你         | 作曲/作词 | 收录于2015全创作专辑《25岁的晴和雨》                     |
| 46   | 别祝我生日快乐     | 作曲/作词 | 收录于2015全创作专辑《25岁的晴和雨》                     |
| 47   | 曲目6              | 作曲/作词 | 只收录在《25岁的晴和雨》实体专辑CD内，请支持购买实体CD。 |
| 48   | Need A Friend      | 作曲/作词 | 收录于2018年全创作专辑《Anti ! Yico》                    |
| 49   | 同类               | 作曲/作词 | 收录于2018年全创作专辑《Anti ! Yico》                    |
| 50   | 私奔               | 作曲/作词 | 收录于2018年全创作专辑《Anti ! Yico》                    |
| 51   | Give You All       | 作曲/作词 | 收录于2018年全创作专辑《Anti ! Yico》                    |
| 52   | 三的颜色           | 作曲/作词 | 收录于2018年全创作专辑《Anti ! Yico》                    |
| 53   | 黑色的路           | 作曲/作词 | 收录于2018年全创作专辑《Anti ! Yico》                    |
| 54   | 守望星             | 作曲/作词 | 收录于2018年全创作专辑《Anti ! Yico》                    |
| 55   | I Need Love        | 作曲/作词 | 收录于2018年全创作专辑《Anti ! Yico》                    |
| 56   | 爱是一切           | 作曲/作词 | 收录于2018年全创作专辑《Anti ! Yico》                    |
| 57   | 午夜旅馆           | 作曲/作词 | 收录于2018年全创作专辑《Anti ! Yico》                    |
| 58   | 不如我们重新来过   | 作曲/作词 | 收录于2018年全创作专辑《Anti ! Yico》                    |

### 未收录在专辑里的原创歌曲列表
| 編號 | 歌曲名                      | 发布渠道                                                                |
| ---- | --------------------------- | ----------------------------------------------------------------------- |
| 1    | 等我回来                    | 2009 快乐女声 全国10强总决赛第二场演唱歌曲                              |
| 2    | 就是不忐忑                  | 2011 《给力星期天》                                                     |
| 3    | 雨夜树                      | 2012 北京暴雨事件后即兴创作发布视频                                     |
| 4    | 世界上最近的两个人          | 2013年湖南卫视小年夜创作，與毛阿敏合作演唱                              |
| 5    | 花样年华                    | 2014年江苏卫视明星励志真人秀《花样年华第二季》主题曲，2014年5月15日出品 |
| 6    | 不是祈求                    | 2014年10月发表Demo, 暂未公开发行                                        |
| 7    | 北京到台北                  | 2016年1月28日发行，單曲                                                 |
| 8    | 彩虹（live & 錄音室版）     | 2019年4月12日发行，《我是唱作人》第一场竞演曲目                         |
| 9    | 流言 （live）               | 2019年4月19日发行，《我是唱作人》第二场竞演曲目                         |
| 9    | Truly                       | 2019年4月20日发行                                                       |
| 10   | 軀殼 （live）               | 2019年4月26日发行，《我是唱作人》第三场竞演曲目                         |
| 11   | 蝴蝶                        | 2019年4月27日发行                                                       |
| 12   | 水的记忆（live & 錄音室版） | 2019年5月3日发行，《我是唱作人》第四场竞演曲目                          |
| 13   | 不明物体（live）            | 2019年5月10日发行，《我是唱作人》第五场竞演曲目                         |
| 14   | 雌雄同体                    | 2019年5月11日发行                                                       |
| 15   | Dancer In The Dark          | 2019年11月18日发行                                                      |
| 16   | 昔日圣诞                    | 2019年12月24日发行                                                      |
| 17   | 初吻                        | 2020年1月14日发行，作曲J&k                                              |
| 18   | 夏天最热那天                | 2020年2月3日 2019冠状病毒病疫情 即兴创作发布视频                        |
| 19   | 害羞                        | 2020年2月14日发行                                                       |

### 为他人创作的歌曲列表
| 首次发表/表演日期 | 歌曲名  | 创作身份 | 表演者      |
| ----------------- | ------- | -------- | ----------- |
| 2019年6月8日      | 风      | 作词     | 火箭少女101 |
| 2020年1月1日      | My Dear | 作词     | sis         |

### 电影
- 2010年8月12日，《恋爱通告》饰 陶丽 合作演员：王力宏，刘亦菲，陈汉典。

### 電視劇
- 2014年《步步驚情》 飾 鈴鐺

### 綜藝節目
- 2014年《花样年华第二季》
- 2015年《星星的密室第二季》 (参赛嘉宾)
- 2019年愛奇藝《我是唱作人》（首發唱作人）
- 2021年騰訊視頻《黑怕女孩》（廠牌製作人）

### 书籍
- 《2009快乐女声星光闪耀全集1：绵羊天使曾轶可》（写真集，2009年9月1日出版）

### 广告代言
- 以纯服饰 — 快女10强集体代言（2009年－）
- 宇速童鞋（2010年－）
- 美宝莲化妆品（2010年－）
- 网络游戏倾国倾城（2010年－）
- 雅鹿服饰“温暖天使”(2010年—）
- 我友网商城裸购（2010年—）
- 2011麦当劳明星早餐产品—麦满分（2011—）

### 演唱会
2009年： 　　
- 10月7日 上海大舞台
- 10月10日 长春五环体育馆
- 10月18日 温州体育馆
- 10月23日 株洲市体育中心
- 10月30日 北京工人体育馆
- 10月31日 成都四川省体育馆
- 11月14日 扬州体育馆
- 12月19日 广州演唱会

2010年： 　　
- 01月9日 南京演唱会
- 01月23日 昆明体育场
- 02月3日 岳阳体育馆
- 03月19日 北京左小祖咒《2010万事如意》演唱会嘉宾，现场演唱《最天使》
- 05月2日 北京第二届草莓音乐节草莓舞台
- 05月22日 快女重庆演唱会
- 11月7日 北展剧场乐活音乐节
- 11月12日 武汉群星演唱会
- 11月29号 东莞 金域中央演唱会
- 12月24日 贵阳三彩群星演唱会
- 12月25日 淘宝网圣诞群星演唱会

2012年：
- 11月24日  北京五棵松“Vee live”荒唐的羊演唱会

2013年：
- 08月16日  北京五棵松“Vee live”会飞的贼演唱会

2016年：
- 12月3日  12月4日   “不如我们重新来过” 曾轶可巡回演唱会沈阳站
- 12月10日  12月11日  “不如我们重新来过 ”曾轶可巡回演唱会烟台站
- 12月15日  12月16日   “不如我们重新来过 ”曾轶可巡回演唱会青岛站

## 获奖记录
2009年
- 9月12日，ELLE“最佳风格女生”
- 12月12日，《新周刊》2009中国娇子新锐榜“推委会特别大奖”

2010年
- 1月11日，第二届音乐风云榜新人盛典“年度最受媒体关注新人奖”
- 1月29日，90后潮流先锋榜“90后先锋音乐人奖”
- 1月31日，百度娱乐沸点，《狮子座》获“最热门十大金曲奖”
- 2月5日，中歌榜北京流行音乐典礼“年度最佳创作新人奖”
- 3月6日，音乐先锋榜“先锋创作新人歌手奖”
- 3月28日，全球华语音乐榜中榜“内地最佳新晋歌手奖”
- 4月24日，Music Radio中国TOP排行榜“内地最具潜力新人奖”
- 8月21日，第七届劲歌王·金曲金榜“内地最有前途新人奖”和“劲歌唱作人王奖”，《狮子座》获“十大金曲奖”
- 9月2日，华语金曲奖2010盛典，《狮子座》获“十大华语金曲奖”

2011年
- 04月15日 第十五届《全球华语榜中榜》获“最佳舞台演绎提名”
- 06月25日 第四届中国网络影响力颁布盛典获“十大影视人物”

## 评价

### 正面评价
曾轶可的支持者称其声音为“娃娃音”或者“绵羊音”，认为其颤声和夹杂童音色彩的声音非常独特而可爱。对于她所创作的歌曲及其现场演唱表现，支持者认为其创作风格清新可人、灵气闪烁，而其现场表现尽管有很多缺陷，但却体现了一种真实感，并且有着“打动人心”的效果。如沈黎晖评价她“音乐里面有一种小特点、有小灵气的东西在里面”，而高晓松则将曾轶可的音乐风格称为“野路子”，并称这是他“很久没有听到过的，没有夹杂任何商业气息和其他乱七八糟的东西的音乐”。
值得注意的是，比赛中对曾轶可持反对态度的大多数国际唱片公司，如Sony、华纳及英皇，已经多年未推出过内地歌手。

### 负面评价和“离席门”
在快女时期相比于曾轶可的创作，对曾轶可持反对态度的人往往将矛头指向她的唱功，尤其是比赛中的走音、忘词和笑场情况。这也是“离席门”事件发生的原因，而包小柏的那句“她留我走”也一时间传遍网络。
不过后来包小柏又重返快女评委席，并表示自己原先的话只是“针对沈黎晖的个人行为”，而其对曾轶可的态度也软化许多，使得不少人怀疑他之前的行为纯属炒作。不过包小柏对这个说法予以否认，并在之后的10强赛第一场仍旧不给曾轶可分数。

## 争议

### 《狮子座》疑似抄袭
2009年在8月30日，有网友在论坛发帖称《狮子座》和一首纯音乐《天际》相似，后者收录于2002年亚洲唱片发行的专辑《大自然音乐-星光物语》中，由台湾音乐人Mickey创作。由于两首曲子的旋律听上去过于相似，曾轶可一时间成为众矢之的。不过曾轶可否认自己抄袭，并在9月1日的博文中发誓“自己在创作《狮子座》时从没有听过《天际》”，并将《天际》的作者称为“世界上另一个我”。而天娱方面则称两首歌只是部分雷同。亚洲唱片也表示会采取相关措施。不过《天际》的作者Mickey在8月31日的博文中表达了对曾轶可原创的鼓励，并希望能淡化处理此事。
10月7日，在快女10强全国巡演上海站上，曾轶可在唱《狮子座》唱到一半时泣不成声，哽咽地表示这可能是最后一次唱这首歌，《狮子座》可能不会收入新专辑，但是自己“真的没有抄袭！”
不过让人颇感意外的是，11月23日，《狮子座》作为新专辑《Forever Road》的首播主打在网上推出并确认收入专辑之中，而亚洲唱片方面则表示因为不好取证等原因不再追究此事。狮子座终可正式发行，只是其曲作者在12月18日发行的新专辑中写为了“曾轶可、Mickey (H)”。

### 称呼恶搞
由于比赛时的中性打扮，部分网友基于对曾轶可的嘲讽，把她同著名的中性艺人李宇春相提并论。更有网友将曾轶可和史泰龙进行对比，创造出了“曾哥真爷们，铁血史泰龙”的流行语。其形象亦酷似胡歌、植物大战僵尸和魂斗罗游戏中的角色，由此而来的恶搞图片和视频风靡于网络。
曾轶可并没有回避这个称呼，称其与自己的豪爽性格相符。

### 边检民警冲突事件
2019年6月17日，曾轶可在微博上发文称遭到北京首都机场边检民警的刁难。曾自称她通过了机器自助查验，但却被对方勒令摘掉帽子，还被叫进房间录像教训，最后是其上级让她离开。其后曾轶可怒斥工作人员滥用职权，并表示“你是有职权，但给所有机场工作人员丢脸”，并于当晚11时连发9张边检民警证件照片。有网友指出这一行为涉嫌违法。
6月19日，国家移民管理局官方微博发布情况通报，称曾轶可对民警对其脱帽的要求不配合，并辱骂民警，多次对民警近距离拍照。国家移民管理局表示保留对曾轶可保留法律追究的权力。之后曾轶可在微博上道歉。同日，曾轶可经纪公司摩登天空工作人员称，其接下来的工作行程将全部暂停。而摩登天空官方微博宣布2019长沙草莓音乐节阵容做出调整，曾轶可不参加演出，接受退票。6月20日，曾轶可通过微博小号回应与边检工作人员发生纠纷一事，否认辱骂边检民警。而在6月21日播出的《我是唱作人》节目中，曾轶可的相关镜头均已作出删减处理。在该集最终的下集预告画面里，曾轶可的卡牌位置并未显示，原本《我是唱作人》决赛的4V4阵容也变成了3V4。

### 跨年演唱会观众齐喊“退钱”风波
2022年12月31日晚，曾轶可在深圳开跨年演唱会遭遇现场观众维权，演唱会现场视频流出，在现场不少观众齐喊“退钱”。有现场网友爆料称，本场演唱会名为“双倍时长双倍幸福新年专场”，全程站票；售价高达680元，是其他城市的2倍。结果，说好的三个小时的演唱会，曾轶可迟到半小时，打碟一小时，且观众要求曾轶可多唱几首歌时遭到拒绝。事后，曾轶可工作室微博被粉丝围攻，谴责其“割韭菜”。
事件发生后，曾轶可工作室表示开放2023年1月1日场次的无条件退票，并在1月3日针对跨年场的争议进行了回复。